# Shin Wada
Shin Wada (Japans: 和田信, Wada Shin) (Tokio, 1977) is een Japans componist, trompettist en harpist.

## Levensloop
Wada studeerde studeerde bij Naohiro Tsuken (trompet), bij Mieko Miura (harp) en bij Masao Yabe (compositie) aan het Kunitachi College of Music in Tokio en behaalde zijn diploma als uitvoerend trompettist in 2001. Sinds 2002 is hij trompettist in de militaire muziekkapel van de Central Air Force Band of the Japanese Air Self Defense. 
Hij won een compositiewedstrijd met zijn mars Silver Lining in the Sky. 

## Composities

### Werken voor harmonieorkest
- March "Silver Lining in the Sky"[1]

### Kamermuziek
- Ballad
- Shalom, voor 2 trompetten, hoorn, trombone, eufonium en tuba